# Pfaffia minarum
Pfaffia minarum là loài thực vật có hoa thuộc họ Dền. Loài này được Pedersen miêu tả khoa học đầu tiên năm 1997.